# In the Line of Duty
In the Line of Duty (chinesisch 皇家師姐 / 皇家师姐, Pinyin Huángjiā shījiě, Jyutping Wong4gaa1 si1ze2, kantonesisch Wong ga si je) ist eine Filmreihe der 1980er- / 1990er-Jahre aus Hongkong, produziert von D&B Films Company Ltd mit der Intention einer Serie von Girls With Guns. Star der ersten beiden Teile war Michelle Yeoh, in den weiteren Teilen folgte Cynthia Khan als Polizeioffizier, dabei kombinierten sie den Gebrauch von Feuerwaffen und Kampftechniken. Nach dem Erfolg der beiden ersten Filme folgten weitere im Namen einer Retrospektive namens In the Line of Duty. Der dritte Teil war der erste, der den Titel der Serie trug, die ersten beiden Teile mit Michelle Yeoh wurden so hinzugezogen.
Weltweit und auch in Deutschland erschienen die Filme, nicht nur wegen der in Hongkong vorherrschenden Sprachen für Filme üblichen drei mit den Titel (kantonesisch, hochchinesisch und englisch), sondern durch Uneinigkeit im Verleihwesen, mit nahezu unüberschaubaren Namensvarianten. So debütierten die Filme bei Ausstrahlung in Deutschland zum Beispiel unter dem Namen Ultra Force. Dabei kann es zusätzlich zu Missverständnissen kommen, da kurze Zeit später eine ähnliche Serie aus China/Hongkong in Deutschland auch unter diesem Namen erschien, die aber selbst auch unter verschiedensten Titeln vertrieben wird, in Deutschland unter anderem als Red Force- oder als Megaforce-Reihe (u. a. mit der Darstellerin Moon Lee; Erstausstrahlung in Deutschland auf Premiere als Red Force).

## Filme
in Deutschland erschienen
- Ultra Force (1986) bzw. Hongkong Cop
(Originaltitel: 皇家戰士, englisch Royal Warriors aka Police Assassins)
 – Regie: David Chung; Darsteller: Michelle Yeoh, Michael Fitzgerald Wong, Hiroyuki Sanada; Produzent: John Sham; 96 min.
- Ultra Force 2 (1985) bzw. Ultra Force II
(Originaltitel: 皇家師姐, englisch Yes, Madam! aka Police Assassins 2)
 – Regie: Corey Yuen; Darsteller: Michelle Yeoh, Cynthia Rothrock, Tsui Hark, John Sham; Produzent: Sammo Hung, Wu Ma; 93 min.
- Ultra Force 3 (1988) bzw. Ultra Force III
(Originaltitel: 皇家師姐Ⅲ 雌雄大盜, englisch In the Line of Duty III aka Force of the Dragon aka Police Assassins 3)
 – Regie: Arthur Wong; Darsteller: Cynthia Khan, Hiroshi Fujioka; 84 min.
- Ultra Force 4 (1989) bzw. Ultra Force IV
(Originaltitel: 皇家師姐IV 直擊證人, englisch In the Line of Duty IV aka Witness)
 – Regie: Yuen Woo-ping; Darsteller: Cynthia Khan, Donnie Yen, Michael Fitzgerald Wong; 94 min.
- Ultra Force 5 (1990) bzw. Ultra Force V, Titel für das deutsche Fernsehen: Red Force: The Beginning
(Originaltitel: 皇家師姐V 中間人,  Huángjiā shījiě V: Zhōngjiānrén, Jyutping Wong4gaa1 si1ze2 V: Zung1gaan1jan4, kantonesisch Wong ga si je V: Jung gaan yan -->, englisch In the Line of Duty V: Middle Man aka Middle Man aka In Line of Duty 5: A Beginning)
 – Regie: Chuen-Yee Cha, Chris Lee; Darsteller: Cynthia Khan, Kenneth Tsang, Simon Yam, Billy Chow; 100 min.

Weitere Filme
- In the Line of Duty VI (1991)
(Originaltitel: 地下兵工廠, englisch Forbidden Arsenal)[1]
 – Regie: Siu-keung Cheng, Chun Man Yuen; Darsteller: Cynthia Khan, Robin Shou, Gary Chow, Waise Lee; 92 min.
- In the Line of Duty VII (1991)
(Originaltitel: 海狼, englisch Sea Wolves)[2]
 – Regie: Siu-keung Cheng; Darsteller: Cynthia Khan, Norman Chu, Simon Yam, Philip Kwok, Gary Chow; 90 min.
- Yes Madam '92: A Serious Shock (1993) bzw. Death Triangle
(Originaltitel: 末路狂花, englisch A Serious Shock! Yes Madam!)[3]
 – Regie: Albert Lai; Darsteller: Cynthia Khan, Moon Lee, Lawrence Ng, Yukari Ōshima, Waise Lee, Eric Tsang; 93 min.
- Yes Madam 5 (1996) bzw. Red Force 5
(Originaltitel: 危情追蹤)[4]
 – Regie: Lau Shing; Darsteller: Cynthia Khan, Chin Siu-Ho, Billy Chow, Sharon Yeung, Phillip Ko; 84 min.

Film erzählerisch ohne direkten Bezug zur Filmreihe In the Line of Duty
- In the Line of Duty – The Beginning (1991)
(Originaltitel: 紅粉至尊, englisch Queen’s High)[5]
 – Regie: Chris Lee Kin-Sang; Darsteller: Cynthia Khan, Simon Yam Tat-Wah, Ankee Leung Chi-On, Kenneth Tsang Kong, Shum Wai, Melinda Gant; 87 min.